# فرموسا دو ریو پرتو
فرموسا دو ریو پرتو (به پرتغالی: Formosa do Rio Preto) یک منطقهٔ مسکونی در برزیل است که در باهیا واقع شده‌است. فرموسا دو ریو پرتو ۱۶٬۱۸۵٫۱۷۱ کیلومتر مربع مساحت و ۲۵٬۸۵۷ نفر جمعیت دارد.